# Verreries de Somain
La Verrerie Sainte-Anne était située rue de Douai à Somain, verrerie fondée en 1860 à proximité de la gare de Somain dans le département du Nord

## Un peu d'histoire
Au fil des ans plusieurs dénominations de verrerie sont localisées à Somain ainsi l'on retrouve les informations suivantes :
- La dénomination sociale est Société Ed. Schulzé, L. Haiden & Cie avec des statuts publiés en 1860.

M. Edmond Schulzé est le gérant de la société, Louis Haiden; directeur d'exploitation cette verrerie est également localisé à Marchiennes
- La Verrerie Sainte-Anne de M. Eugéne Sourd (né le 20-08-1843 à Aniche) habitant Villers-Campeau, hameau de Somain[2],[3],[4],[5]

En novembre 1876 Briquet Remy, souffleur, et son aide Jacques Lang cueillent un canon de 55 livres qui donnera un manchon de 4 mètres de haut sur un de large

## Accident
Un accident du travail se déroulera le lundi matin 16 octobre 1899,le sieur Onésime Lepage né à Chasseny, journalier, âgé de 51 ans 7 mois, concierge et gardien de nuit de l'usine de la Société des verres spéciaux à la verrerie de Somain, a été relevé mort la face contre terre au pied. Un procès s'ensuivit